# Norma penale
La norma penale è una norma imperativa, valutativa e ha carattere statuale: significa che impone un divieto o un obbligo che va necessariamente osservato, valuta quando una condotta sia antisociale e da punire e può essere emanata soltanto dallo Stato. È formata, di regola, da due elementi: un precetto (praeceptum legis) che si identifica con il comando o il divieto imperativo da osservare, e che nel suo enunciato dà vita alla fattispecie legale, e da una sanzione (sanctio legis), ovvero la conseguenza giuridica derivante dalla violazione del precetto, con conseguente implicazione della minaccia del male (la pena).

## Specie di norme penali
- Disposizione incompleta (o imperfetta): è quella disposizione che contiene soltanto un precetto o una sanzione, o un frammento di essi. In questo caso la norma penale risulta frammentata in più disposizioni che devono essere ricostruite dall'interprete.
- Norme penali in bianco: sono norme che contengono una sanzione ben definita, ma il precetto è piuttosto vago e rimandato ad altri provvedimenti di autorità statali o ancora da definire. Da rilevare il fatto che il precetto esiste (e non è inesistente come è stato anche affermato da qualche autore) ma rimane sui generis. In effetti si tratta di una norma in cui la sanzione è presente, ma il precetto è così generico,da ri chiedere una integrazione da parte di norme di rango inferiore alla legge. Se così non fosse, cioè se le norme penali in bianco fossero integrate da norme di legge dello stesso rango, ci troveremmo di fronte alle norme imperfette o incomplete.
- Norme incriminatrici: sono le norme vere e proprie del diritto penale, contenenti precetto e sanzione, che prevedono, cioè, un reato e la relativa pena.

Accanto a questi tipi di norma penale, si innesta un altro gruppo, chiamate norme integratrici, che mantengono il carattere imperativo ma non sono autonome, in quanto la loro funzione è soltanto quella di precisare, limitare o disciplinare l'applicabilità di norme preesistenti. Si dividono in:
- norme direttive: fissano i principi di una data materia
- norme dichiarative: spiegano il significato di alcune espressioni
- norme interpretative: interpretano altre norme
- norme di attuazione: scindibili in norme di coordinamento e transitorie, regolano l'attuazione di altre norme
- norme estensive o limitative: fissano la portata di alcune norme
- norme di rinvio: richiamano altre norme
- norme di collisione: risolvono i conflitti

## Sovrapposizioni fra diritto penale e amministrativo
La Corte Costituzionale (sent. n.68/1963) ha affermato che il criterio distintivo tra norma penale e norma che prevede un fatto come illecito amministrativo non è da ricercare nella materia cui la norma si riferisce, ma nella sola qualificazione giuridica data dal legislatore all'illecito. Sarà quindi penale la legge che punisce un determinato fatto con una pena, mentre avrà natura amministrativa qualora preveda come conseguenza del medesimo una sanzione amministrativa.
| Controllo di autorità | Thesaurus BNCF 54239 |